# Rotiferophthora biconica
Rotiferophthora biconica är en svampart som beskrevs av G.L. Barron 1991. Rotiferophthora biconica ingår i släktet Rotiferophthora och familjen Cordycipitaceae.   Inga underarter finns listade i Catalogue of Life.